# 셀리스트 야낼

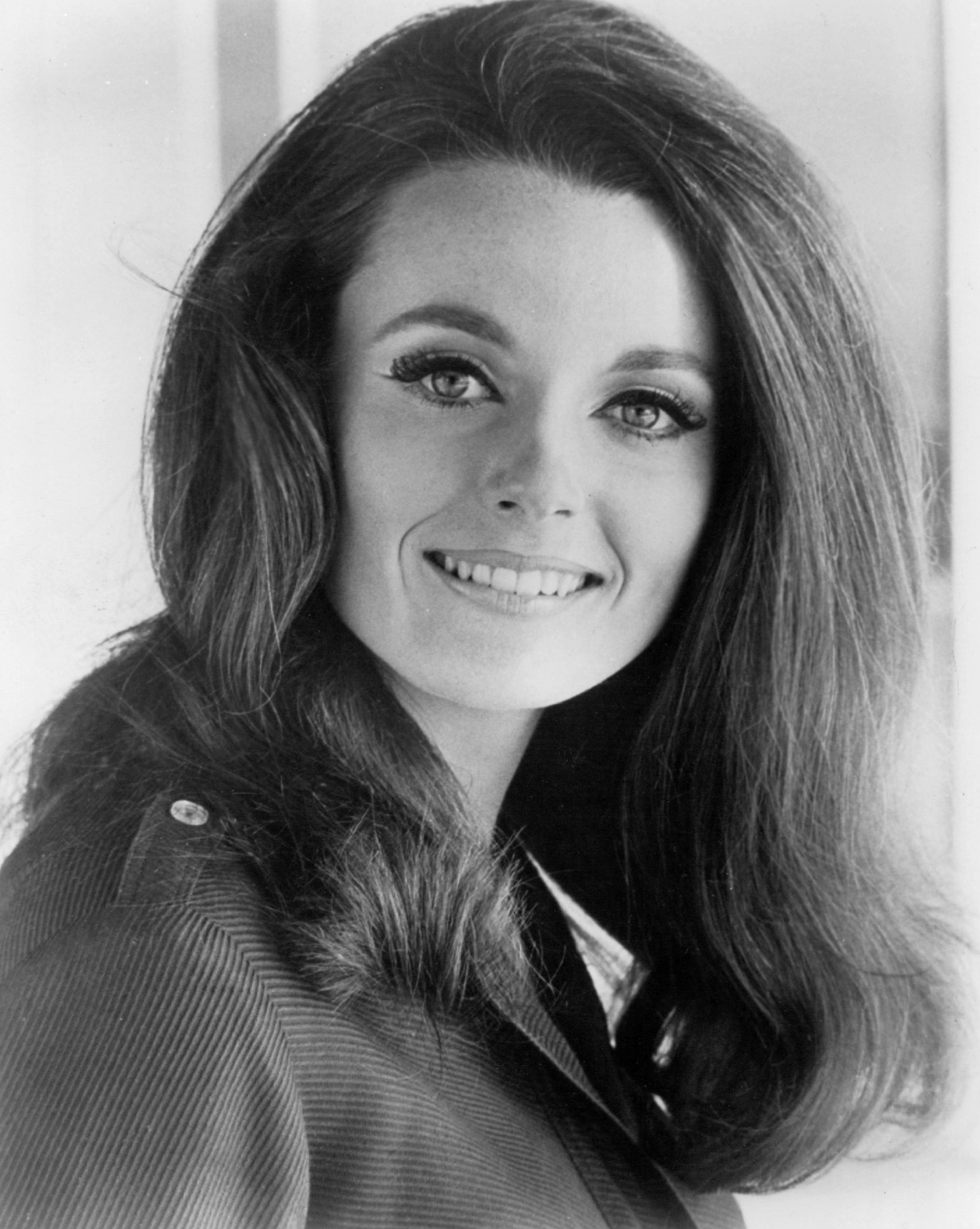

설레스트 야낼(Celeste Yarnall, 영어 발음: /səˈlɛst/, 1944년 7월 26일 ~ 2018년 10월 7일)는 미국의 배우이다.
롱비치에서 태어났으며 웨스트레이크빌리지에서 사망하였다. 사인은 난소암이다.

## 출연 작품
- Machete Maidens Unleashed! (2010년)
- 귀여운 빌리 (1993년)
- 아우토반(영어판) (1992년)
- 페이탈 뷰티 (1987년)
- 냉혈인 (1972년)
- 더 벨벳 뱀파이어 (1971년)
- 비스트 오브 블러드 (1971년)
- 파트너 체인지 (1969년)
- 리브 어 리틀, 러브 어 리틀 (1968년)

### 텔레비전
- 호간의 영웅들 (1965년)
- 나의 세 아들 (1960년)